# Aphanistes heinrichi
Aphanistes heinrichi är en stekelart som beskrevs av Stephen Donald Hopper 1981. Aphanistes heinrichi ingår i släktet Aphanistes och familjen brokparasitsteklar. Inga underarter finns listade i Catalogue of Life.